# Genthof

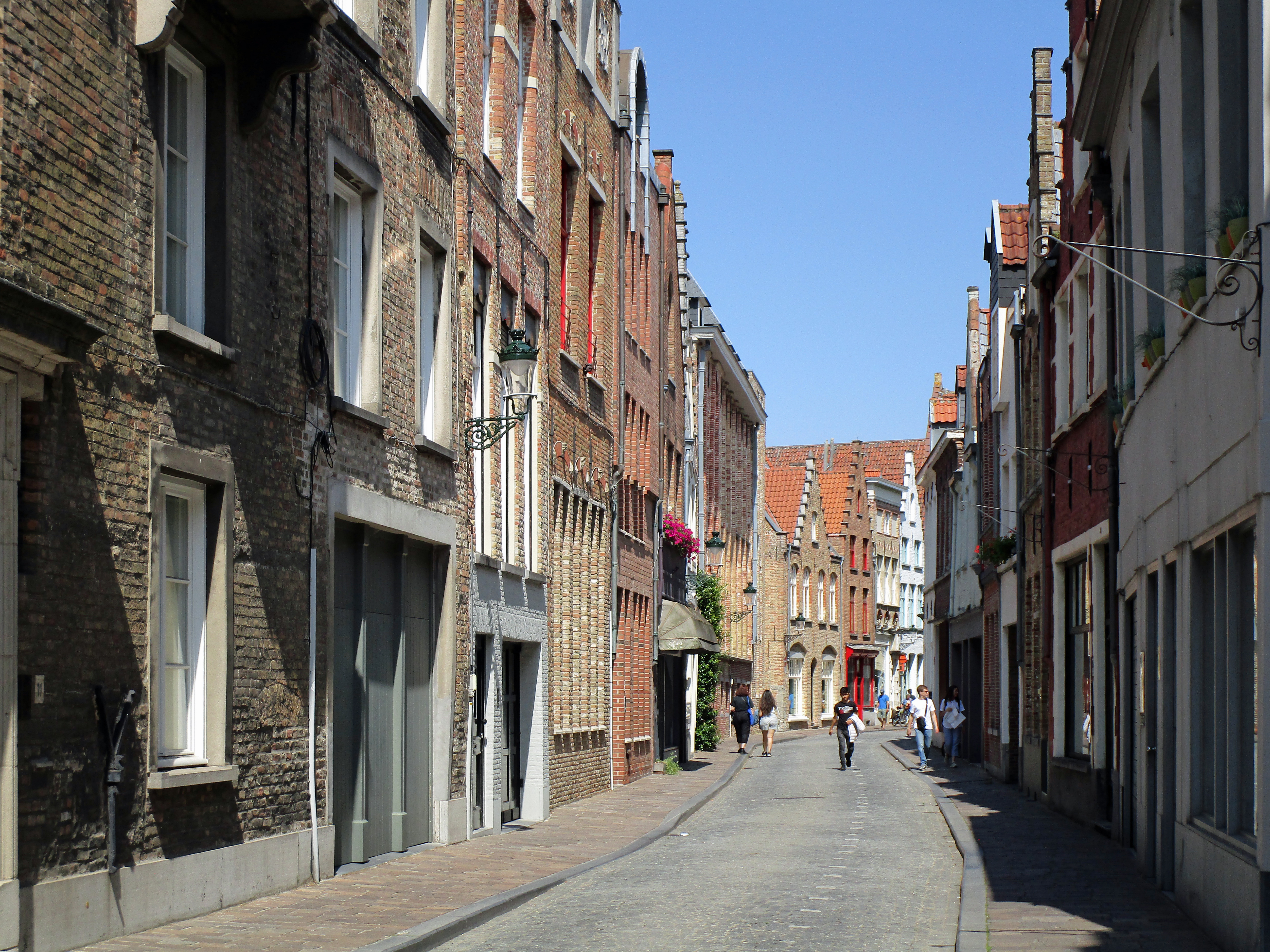
Genthof

Het Genthof is een straat in Brugge.

## Beschrijving
De straat loopt van het Jan van Eyckplein naar de Spiegelrei.
De benaming komt van een huis 'Hof van Gent' op de hoek van deze straat en het Krom Genthof. Al in 1200 stond daar een huis met die naam, waarschijnlijk een hofstede, midden op een uitgestrekt erf. De naam verwees niet naar de stad Gent. Een gente betekende: een knooppunt, een plaats waar twee waterlopen of waterleidingsbuizen samen liepen. Dat was daar het geval. Het Genthof lag in een hoek waar de gracht van de eerste stadsomwalling aan de Gouden-Handbrug in de Reie uitmondde.

## Literatuur

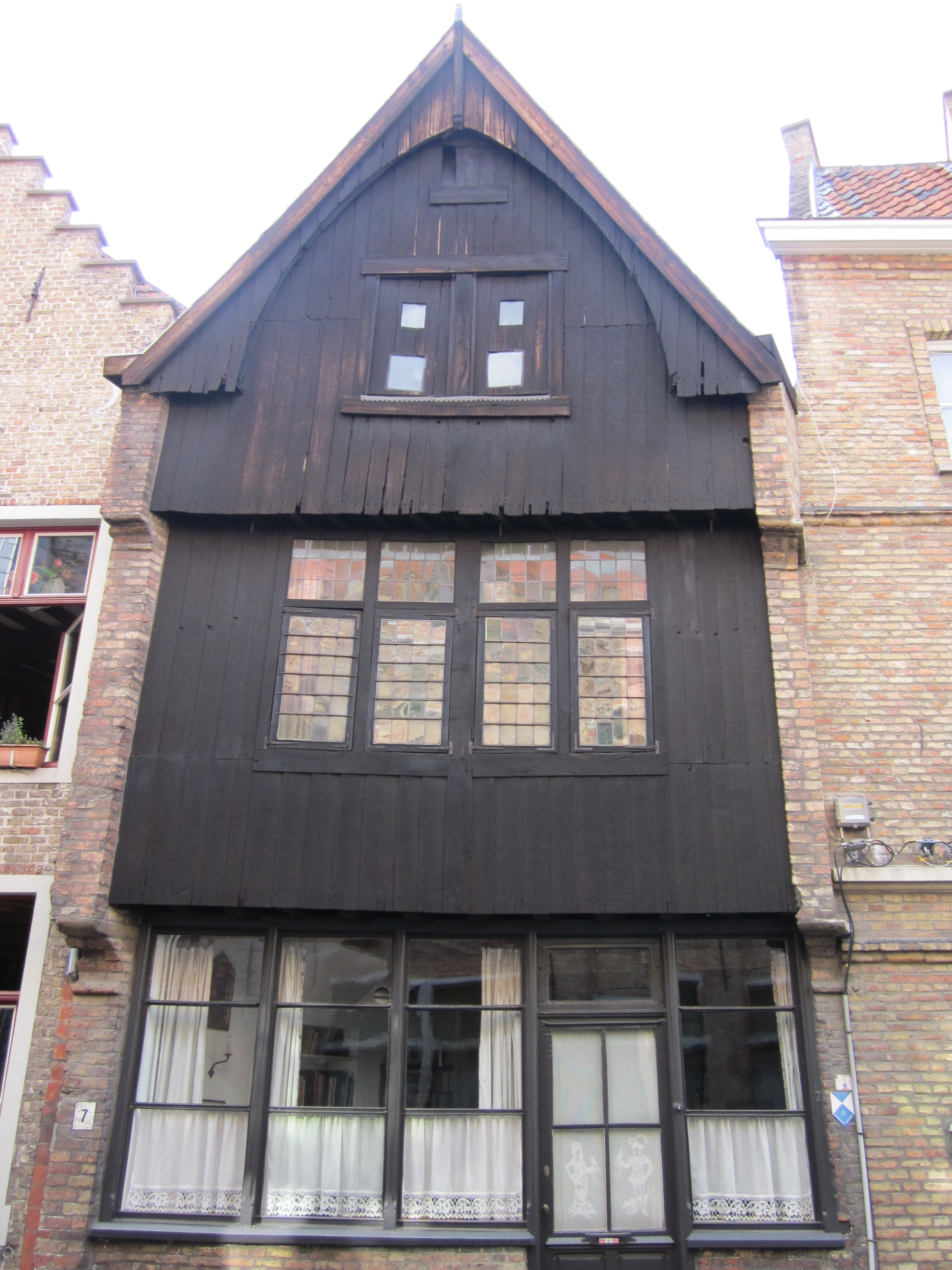
Genthof 7